# Salvatore Puglisi
Salvatore Puglisi (Palermo, 11 luglio 1913 – Spagna, 9 aprile 1938) è stato un militare italiano insignito della medaglia d'oro al valor militare alla memoria nel corso della guerra civile spagnola.

## Biografia
Nacque a Palermo nel 1913, figlio di Santi e di Maria Emma Serrutini. Nel 1929 si trasferì con la sua famiglia a Catania dove si diplomò al Liceo Classico "Mario Cutelli" e, mentre era ancora studente al secondo anno di ingegneria presso l'Università di Catania, richiese e ottenne di partire come Volontario per la Spagna, ricoprendo il grado di Sottotenente di Artiglieria. Partecipò alle operazioni a Malaga, dove subì una ferita al piede destro. Nonostante fosse ancora in fase di recupero, raggiunse il suo reparto per prendere parte alle operazioni sul fronte di Santander e successivamente a quelle di Bilbao. Durante gli scontri a Teruel, si guadagnò la medaglia di bronzo per aver salvato da morte certa un collega medico, colpito da proiettile di mitragliatrice nemica. Trovò la morte durante l'azione sull'Ebro, meritando così la Medaglia d'Oro alla memoria.